# ツンデレラ
ツンデレラは、シンデレラとツンデレのかばん語である。
ツンデレキャラをツンデレラと呼ぶこともあり、またツンデレキャラクターにはまっている人々も「ツンデレラ（またはツンデレラー）」と呼ばれる。後者の意味では2006年の新語・流行語大賞にノミネートされた。
アニメ『乙女はお姉さまに恋してる』のDVD最終巻の特典13話目のサブタイトルであるほか、ゲーム・漫画などに登場する架空の物語の題名となっている例が複数散見される。

## 起源
そもそも物語というものは架空のものだが、名前だけが先行して内容が後付けで追加されているという点でツンデレラは独特である。
浅川じゅんが1988年に発表した児童向け小説に『ツンデレラゆうかい事件』（現在は絶版）という作品があるが（この作品のツンデレラとは「ツンツン」と「シンデレラ」のかばん語である）、ツンデレブーム以前の作品であり、ツンデレとは無関係である。

## 「乙女はお姉さまに恋してる」の特典
アニメ『乙女はお姉さまに恋してる』では、DVD最終巻の特典エピソードとして「ツンデレラ」が収録されている。内容は下記の原作を元にしており、ほとんどの絵はヨダ絵で構成されている。
原作はアダルトゲーム『処女はお姉さまに恋してる』の初回特典として付属する絵本。正式タイトルは「大きい少年少女世界名作の森 18 ツンデレラ」。内容は同作のツンデレキャラクター・厳島貴子を主役にした「シンデレラ」のパロディ漫画。暗黒絵師ヨダによるいわゆる「おボクさま」仕様で描かれている。ハードカバー仕様全11ページ（表紙、奥付は含まず）。後に発売されたDVD-ROM版のプレイングマニュアル内にも再録されている。

## 架空の物語としての使用例
ツンデレラの使用例には次のようなものがある。
- アニメ『すもももももも』で西郷勝行が読んで感動しているのが「よいこの絵本 ツンデレラ」。
- アニメ版『スクールランブル』では、黒板に「ツンデレラ」の表記が認められる。
- 『魔人探偵脳噛ネウロ』ドラマCDにおいて、登場人物の一人・石垣筍が「萌え喫茶ツンデレラ」なる店に通っていたことが判明する。
- アニメ『あはれ!名作くん』にて同名のキャラが登場。竜宮小の生徒で、本名は六ノ瀬・ツンデレラ。

その他、手書き文字で、癖によって「シ」を「ツ」のように書いてしまう単なる誤記（もしくは読み手側の誤読）によるものもありえる。